# Tout l'univers
«Tout l'Univers» — це пісня албансько-швейцарського співака Gjon's Tears, випущена як сингл 10 березня 2021 року від Jo & Co та Sony Music. Її написав і склав сам співак разом з Ніною Самперманс, Вутером Харді та Ксав'є Мішелем для представлення Швейцарії на конкурсі пісні Євробачення 2021 року в Роттердамі, Нідерланди, після внутрішнього відбору Швейцарської телерадіокомпанії (SRG SSR).

## Випуск та просування
«Tout l'Univers» був доступний для цифрового завантаження та потокового передавання Jo & Co та Sony Music 10 березня 2021 р. Супровідний відеокліп відбувся прем'єрою на офіційному YouTube- каналі Євробачення одночасно з цифровим випуском 10 березня 2021 року о 16:00 (за центральноєвропейським часом).

## На Євробаченні

### Внутрішній відбір
20 березня 2020 року SRG SSR підтвердила, що Gjon's Tears представлятиме Швейцарію на змаганнях 2021 року.

### Роттердам
65-е видання Євробачення відбудеться у Роттердамі, Нідерланди, і складатиметься з двох півфіналів 18 травня та 20 травня 2021 року та великого фіналу 22 травня 2021 року Згідно з правилами Євробачення, всі країни-учасниці, крім приймаючої країни та Великої п'ятірки, що складається з Франції, Німеччини, Італії, Іспанії та Великої Британії, повинні пройти участь у одному з двох півфіналів для участі у змаганнях за фінал, хоча 10 найкращих країн від відповідного півфінального прогресу до великого фіналу. 17 листопада 2020 року було оголошено, що Швейцарія виступить у другій половині другого півфіналу конкурсу.

## Трек-лист
- Цифрові завантаження

1. «Tout l'Univers» – 3:03

## Історія випусків
| Регіон   | Дата                 | Формат (и)                 | Лейбл              | Ref.  |
| -------- | -------------------- | -------------------------- | ------------------ | ----- |
| Варіації | 10 березня 2021 року | Digital download streaming | Jo & Co Sony Music | [ 8 ] |